# Alpha Microscopii

Alpha Microscopii is de ster alpha van het sterrenbeeld Microscoop (Microscopium)

Alpha Microscopii is een reuzenster van spectraalklasse G7III in het sterrenbeeld Microscoop. De afstand van de ster met schijnbare magnitude 4,9 is 395 lichtjaar.
De ster is niet te zien vanuit de Benelux.